# Aßlar
Aßlar è un comune tedesco di 13 924 abitanti, situato nel land dell'Assia.

## Amministrazione

### Gemellaggi
- Jüterbog, Brandeburgo, Germania, Fossato di Vico (Perugia) ITA